# اونایدا (کانزاس)
اونایدا (به انگلیسی: Oneida) شهری در ایالت کانزاس کشور ایالات متحده آمریکا است که جمعیت آن در سرشماری سال ۲۰۱۰ میلادی، ۷۵ نفر بوده‌است.